# Thomas C. Moser
Thomas Colborn Moser (* 22. November 1923 in Connellsville, Pennsylvania; † 9. Juni 2016 in Stanford, Kalifornien) war ein US-amerikanischer Literaturwissenschaftler. Ab 1956 war er als Professor für Anglistik an der Stanford University tätig, an der er 1992 emeritiert wurde. Die meiste Bekanntheit erlangte er für seine Forschung zum Werk von Joseph Conrad und von Ford Madox Ford, über die er unter anderem auch zwei einflussreiche, psychologisch orientierte Biografien veröffentlichte.

## Werdegang

### Jugend und familiärer Hintergrund
Thomas Moser wurde als Sohn von Oliver Perry Moser und Anna Mary Colborn in Connellsville geboren. Während der Great Depression zog die Familie nach Pittsburgh. Nach dem Abschluss der High School begann Moser ein Ingenieursstudium an der University of Pittsburgh, ehe er nach einem Jahr in die Armee eingezogen wurde. Während des Zweiten Weltkriegs war er daraufhin drei Jahre lang als Elektroingenieur zunächst in Europa sowie später auf den Philippinen und in Japan im Einsatz.
Thomas Moser war in erster Ehe von 1952 bis zu deren Tod 1985 mit Mary Churchill Small verheiratet, mit der er zwei Kinder bekam, sowie ab 1986 in zweiter Ehe mit Joyce Penn. Sein Sohn Thomas Colborn Moser, Jr. ist ebenfalls Literaturwissenschaftler.

### Akademischer Werdegang
Auf Basis der G. I. Bill nahm Moser nach Kriegsende ein Anglistik-Studium an der Harvard University auf, das er 1948 mit einem Bachelor (A. B.) abschloss. Mit seiner Dissertationsschrift Joseph Conrad's surrender: some sources and characteristics of the decline of his creative powers wurde er 1955 im selben Fach in Harvard promoviert. Nach einer Lehrtätigkeit am Wellesley College erhielt er 1956 eine Professur an der Stanford University, an der er daraufhin für den Rest seines Lebens tätig blieb. Von 1963 bis 1968 war er der Vorsitzende des Fachbereichs für Englisch an der Stanford University. 1992 wurde er emeritiert, blieb der Universität jedoch weiter verbunden und auf dem Campus wohnhaft.
1963 wurde er mit einem Stipendium des American Council of Learned Societies sowie 1979 mit einem Guggenheim-Stipendium ausgezeichnet. 2002 erhielt er für sein Lebenswerk in der Forschung über Joseph Conrad den Ian P. Watt Prize for Excellence in Conrad Scholarship der Joseph Conrad Society of America.

## Werke (Auswahl)
- Joseph Conrad: Achievement and Decline. Harvard University Press, 1957.
- The Life in the Fiction of Ford Madox Ford. Princeton University Press, 1981.

Als Herausgeber:
- Wuthering Heights: Text, Sources, Criticism. Harcourt, Brace & World, 1962.
- Lord Jim: An Authoritative Text, Backgrounds and Sources, Essays in Criticism. W. W. Norton, 1968.